# Воловик темно-блакитний
Воловик темно-блакитний, воловик італійський, воловик лазуровий (Anchusa azurea) — вид рослин родини шорстколисті (Boraginaceae). лат. azurea — «глибоко синій», вказуючи на колір пелюсток.

## Опис
Багаторічна щетиниста трав'яниста рослина, яка досягає висоти від 30 до 80, рідко до 100 сантиметрів. Стебла розгалужені у верхній частині. Нижні листки 11–40 × 1–4,5 см, ланцетні, ланцетно-довгасті чи зворотно-ланцетовиді. П'ять яскравих блакитних пелюсток утворюють віночок з діаметром від 8, як правило, від 10 до 15 міліметрів. Період цвітіння триває з травня по вересень. Горішки 6–7 × 3 мм, злегка горбкуваті, білі або сірі.

## Поширення
Африка: Алжир; Лівія; Марокко; Туніс; Еритрея. Азія: Афганістан; Кіпр; Іран; Ірак; Ізраїль; Йорданія; Ліван; Сирія; Туреччина; Казахстан [пд.], Киргизстан; Таджикистан; Туркменістан; Узбекистан; Пакистан. Кавказ: Азербайджан; Грузія. Європа: Угорщина; Молдова; Росія — європейська частина [пд.зх.]; Україна; Албанія; Болгарія; Хорватія; Греція [вкл. Крит]; Італія [вкл. Сардинія, Сицилія]; Румунія; Сербія; Словенія; Франція [вкл. Корсика]; Португалія [вкл. Мадейра]; Іспанія [вкл. Балеарські острови, Канарські острови]. Широко натуралізований, також культивується. Населяє узбіччя доріг, на осушених і вологих ґрунтах. Найкраще росте на сухому але багатою азотом, пухкому ґрунті.
В Україні зростає на засміченим місцях — у Лісостепу і Степу, найбільше в пд.-зх. ч., але також на сході (Луганська, Донецька області); в лісових районах рідко; як заносне (Закарпатська обл., Ужгородський р-н, с. Оніковці; Береговський р-н, «Лупсієвські пагорби»); в Криму. Фарбувальна, медоносна, жироолійна, харчова, декоративна рослина. Входить у перелік видів судинних рослин, що підлягають особливій охороні на території Закарпатської області.

## Галерея

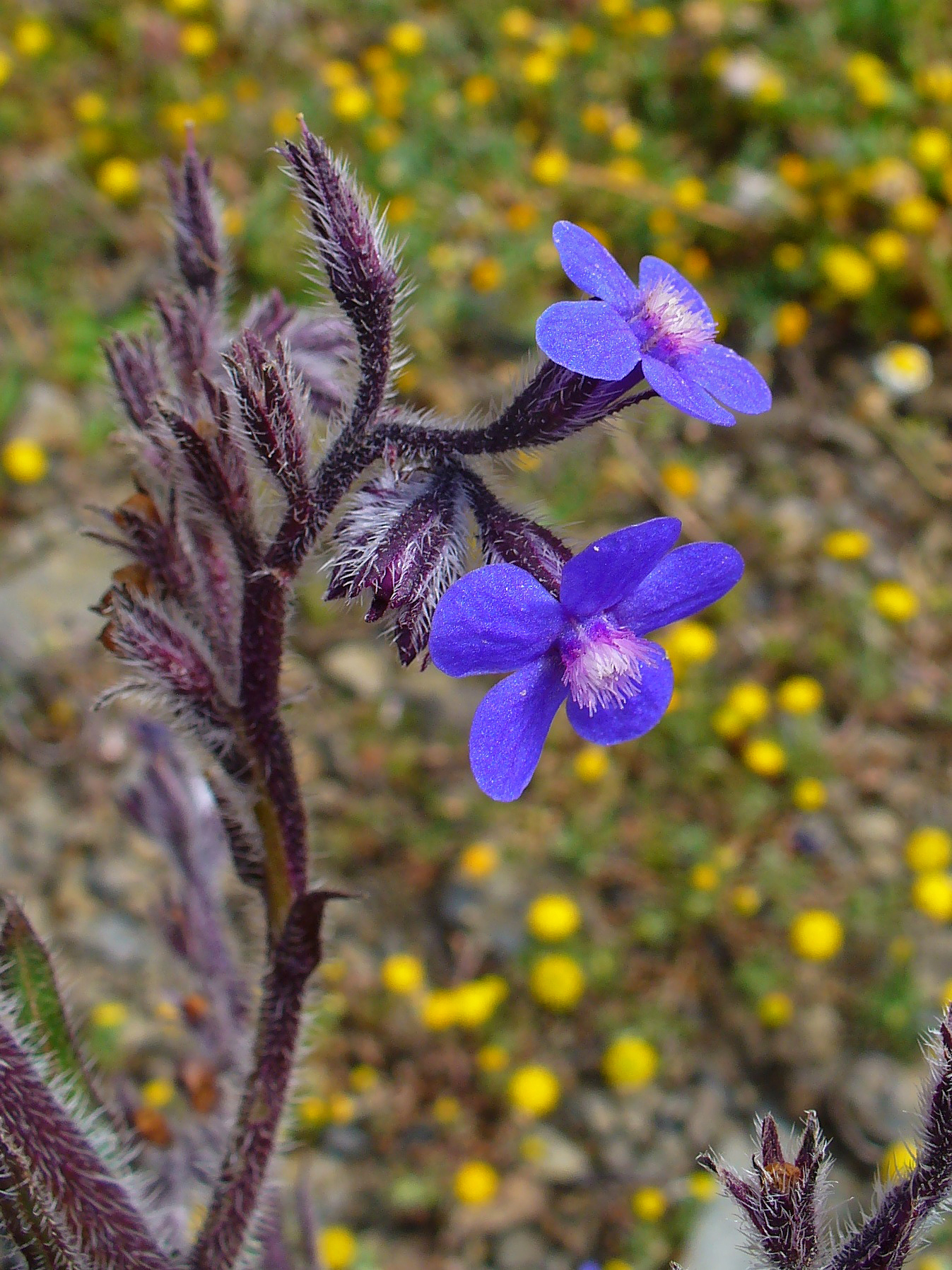
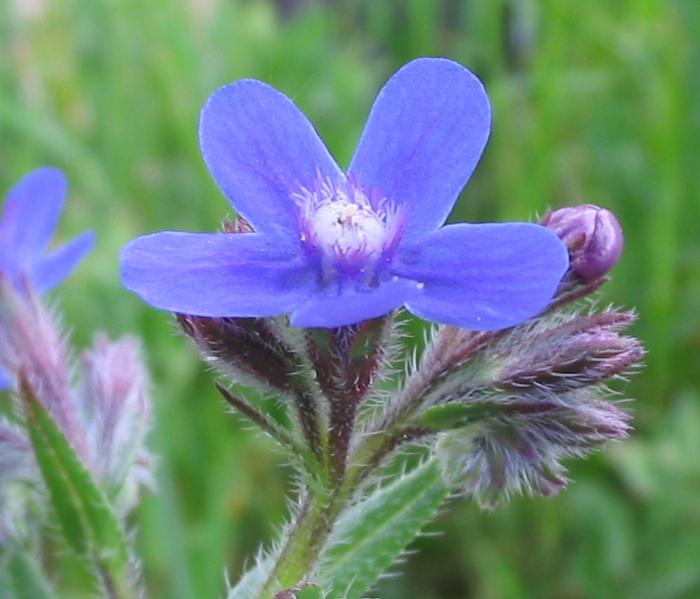
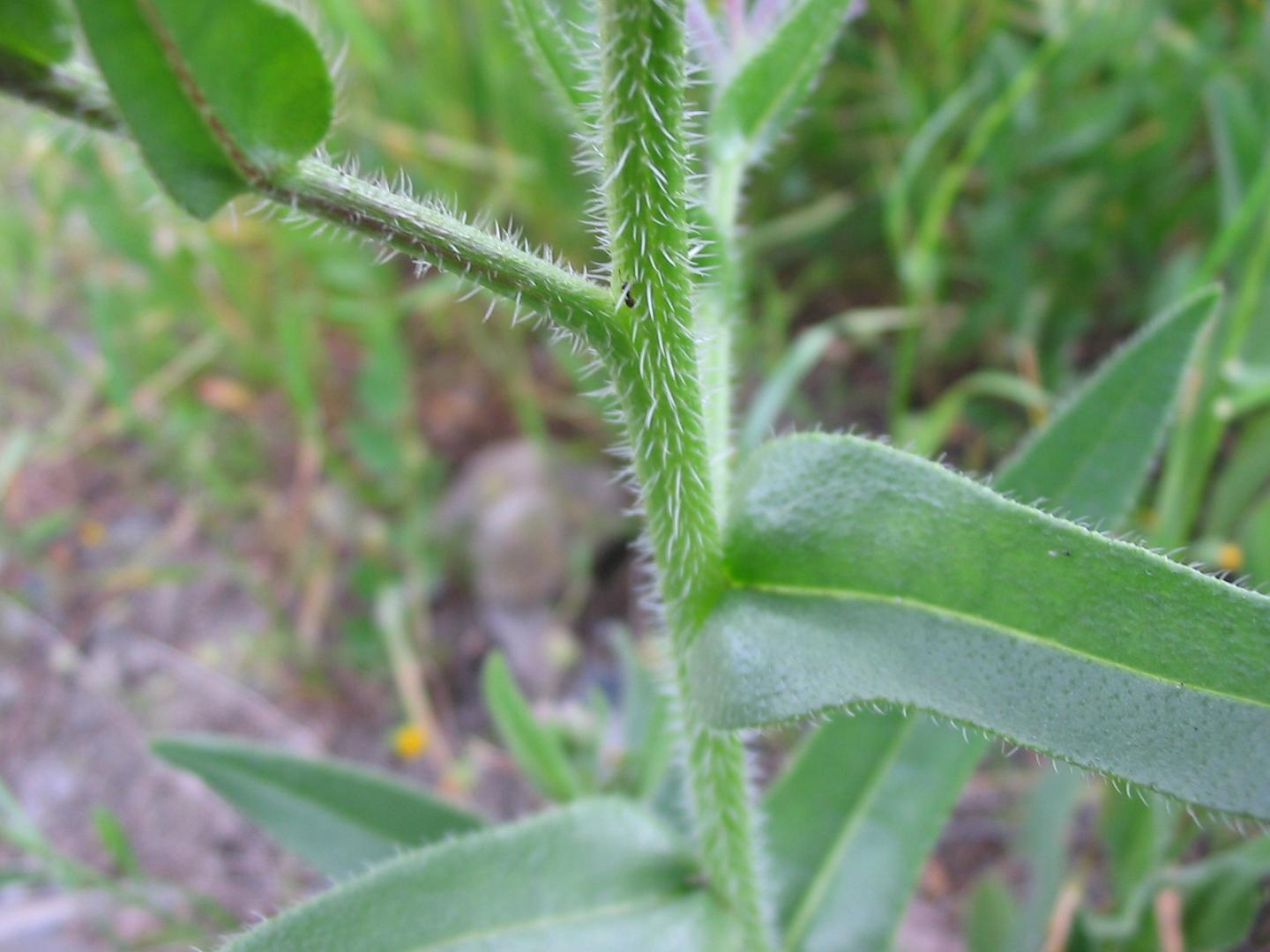
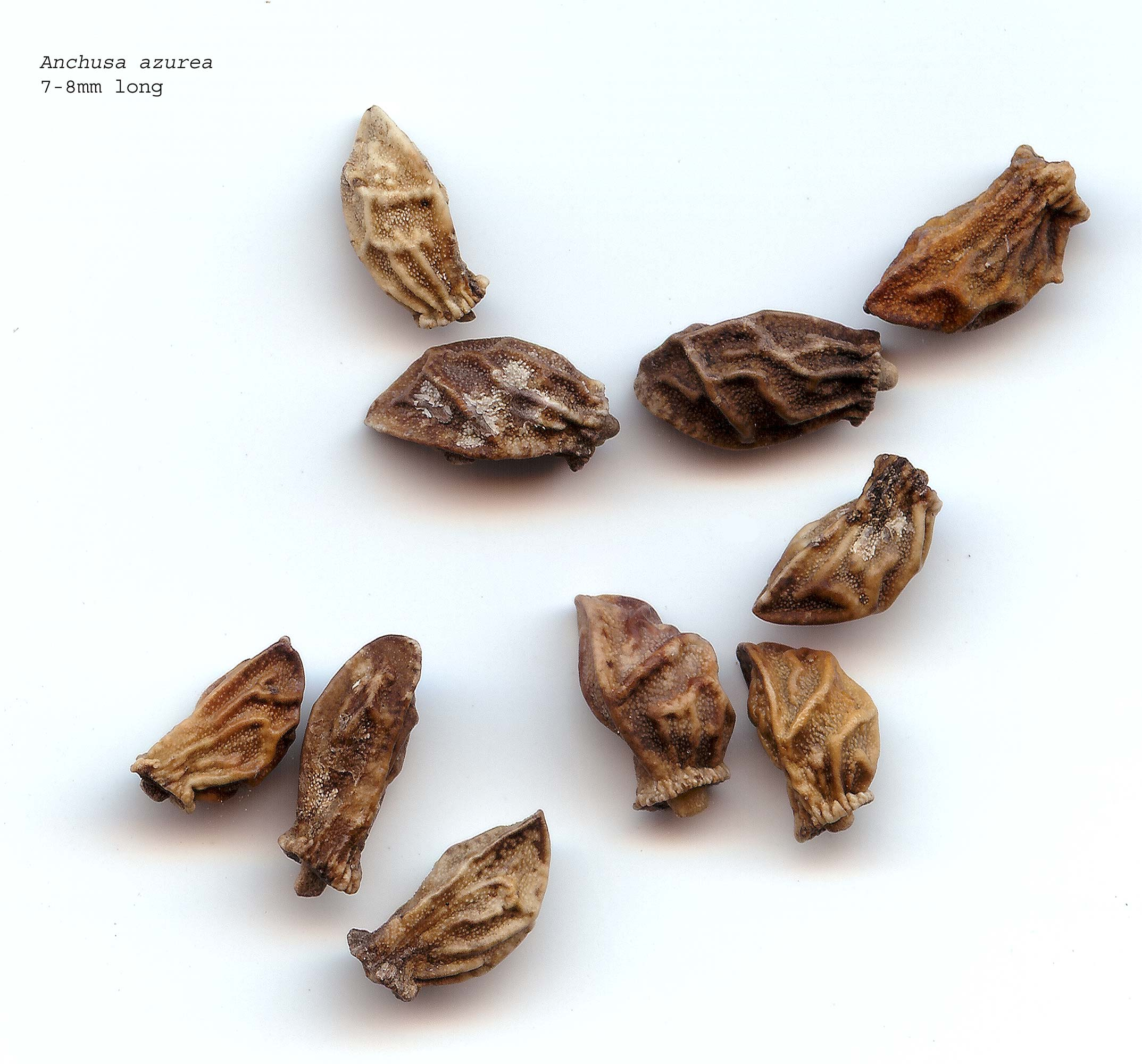